# Régis Parent
Pour les articles homonymes, voir Parent.
Régis Parent, né le 1er avril 1923 à Valence dans la Drôme) et mort le 3 février 2010 dans la même ville, était un homme politique français.

## Biographie
Médecin, Ancien député. Fils d'Henri Parent, Employé de banque, et de Mme, née Emilie Motte. Marié le 23 février 1957 à Mlle Nicole Michaud (4 enf. : Marion, Henri, Bertrand, Olivia).

### Études
Lycée Emile Loubet à Valence, Faculté de médecine de Lyon. 

### Diplômes
Docteur en médecine.

### Carrière
Médecin
oto-rhino-laryngologiste à Valence (1954-85), Membre (depuis 1982) puis
Vice-président du Conseil général de la Drôme (canton de Valence), 
Conseiller municipal de Valence (1983-89), Président du comité 
départemental de la Drôme (1981) et Membre du comité central (1984) du 
RPR, Député RPR de la Drôme (1986-88). 
Vice-président de l'assemblée départementale de la Drôme de 1992 à 1994, il se retire ensuite de la vie politique. (introduire source: Mémoire de la Drôme, Base documentaire)

### Décoration
Chevalier de l’ordre national du Mérite.

## Détail des fonctions et des mandats
Mandat parlementaire
- 16 mars 1986 - 14 mai 1988 : Député de la Drôme